# 2229 Mezzarco
A 2229 Mezzarco (ideiglenes jelöléssel 1977 RO) a Naprendszer kisbolygóövében található aszteroida. Paul Wild fedezte fel 1977. szeptember 7-én.